# Андраде Элиас, Аллан
А́ллан Андра́де Эли́ас (порт.-браз. Allan Andrade Elias), более известный, как Аллан (порт.-браз. Allan; род. 19 апреля 2004, Флорианополис) — бразильский футболист, вингер клуба «Палмейрас».

## Клубная карьера
Аллан — воспитанник клубов «Фигейренсе» и «Палмейрас». 16 января 2025 года в матче Лиги Паулиста против «Португеза Деспортос» он дебютировал за основной состав последних. 23 февраля в поединке против «Мирасола» игрок забил свой первый гол за «Палмейрас». 17 апреля в матче против «Интернасьонала» он дебютировал в бразильской Серии A.